# コルト・コマンドー
コルト・コマンドーは、コルト社のアサルトカービンの総称。CAR-15 カービンやXM177 サブマシンガン、M4カービンなどが含まれる。また、近年では特に、M4 カービンの銃身をさらに短縮したコルト M4 コマンドーのことを指すこともある。

## CAR-15 カービン
アーマライトよりAR-15の製造権を買い取ったコルト社は、1965年ごろより従来のAR-15 ライフル（モデル601/602、のちにアメリカ空軍がM16として採用）を中核としてバリエーション展開し、通常の歩兵用小銃に狙撃銃や分隊支援火器、カービンなどを加えて、CAR-15武器システムを構築することを計画した。これは、アーマライト社による体系をコルト社流に再構築するとともに、各種の小火器を同一の設計に基づいて統一することで、教育・訓練や補給を効率化する試みであった。このCAR-15武器システムの一環として、車両や航空機の搭乗員向けの自衛用火器、そして、特殊部隊向けの特殊用途火器として開発されたのが、CAR-15 カービンである。
最初に開発されたのがモデル605 カービンで、これは単に、モデル603（アメリカ陸軍がM16A1として採用）をもとに銃身を切り詰めて15インチとしたのみのものであった。また、モデル605をもとに、さらに銃身を短縮するとともに銃床を伸縮式としたモデル607 サブマシンガンも開発された。モデル607はアメリカ軍特殊部隊によってGX5857の名称で試験採用され、ベトナム戦争で実戦に投入されたが、長銃身のモデル602から流用したフラッシュハイダーでは消炎効果が不十分であったことから、のちに、より大型のフラッシュハイダーを採用するように変更されている。また、モデル602のデザインをそのままに伸縮可能なようにしただけのプラスチック製銃床では耐久性も不足であった。このことから、新設計でより簡素な金属製銃床を採用したサブマシンガンへと開発は移行し、これは米軍において、XM177として仮採用されることとなった。
|              | CAR-15 カービン（M605）       | CAR-15 サブマシンガン（M607）           |
| ------------ | ----------------------------- | --------------------------------------- |
| 使用弾薬     | 5.56x45mm（M193）             | 5.56x45mm（M193）                       |
| 銃身長       | 381mm                         | 254mm                                   |
| ライフリング | 6条右転                       | 6条右転                                 |
| 装弾数       | 20発/30発 （STANAG マガジン） | 20発/30発 （STANAG マガジン）           |
| 全長         | 853mm                         | 660mm（銃床短縮時） 729mm（銃床展張時） |
| 重量         | 2,720g                        | 2,400g                                  |
| 発射速度     | 700-900発/分                  | 700-900発/分                            |
| 銃口初速     | 930m/秒                       | 808m/秒                                 |

## CAR-15 コマンドー（XM177/GAU-5）
CAR-15シリーズの開発当時、ベトナム戦争において、将校や車両・航空機乗員の自衛用火器、長距離偵察を行う特殊部隊向けの火力として、小型軽量のカービン銃の需要が非常に高く、これに適した火器の開発は急務であった。このことから、モデル607（GX5857）の試験運用で判明した問題点を改善したサブマシンガンとして開発されたのがモデル609（ボルト・フォワード・アシスト有）およびモデル610（ボルト・フォワード・アシスト無）で、モデル610はただちにXM177（陸軍）およびGAU-5/A（空軍）として仮採用された。また、1966年6月28日、陸軍は2,815丁のモデル609をXM177E1 サブマシンガンとして購入し、これらの引き渡しは1967年3月までに完了した。なおこのシリーズには刻印がないモデルがある。これは自らがどの国の兵士か判らなくするためである。
上記モデルは順次実戦投入され、そこで10インチの銃身では曳光弾が十分に発火できず、夜間戦闘などで弾道が確認できないなどといった問題が指摘された。改修モデルとして、やや銃身を伸ばして11.5インチとしたモデル629（ボルト・フォワード・アシスト有）およびモデル649（ボルト・フォワード・アシスト無）が開発された。これらは、銃身を延長したことによって前モデルより銃声とマズルフラッシュが軽減されたほか、XM148 グレネードランチャーやライフルグレネードの使用が可能となっている。1967年4月、陸軍は510丁のモデル629を南ベトナム軍事援助司令部特殊部隊（MACV-SOG）向けに購入してXM177E2として仮制式採用し、1967年9月までに引き渡しは完了した。また、空軍もこれに小改正を加えたものをGAU-5A/Aとして採用した。ただし、CAR-15 コマンドーは通常のM16よりも短い銃身と伸縮式銃床の採用に伴い、必然的に射程と精度は低下し、銃声やマズルフラッシュが大きいなどといった問題があった。この問題は、1970年に生産が終了するまで常に指摘され続けた。XM177シリーズは米陸軍全体で広く使用されたが制式採用はされなかった。
|              | XM177E1/GAU-5/A （M609/610）            | XM177E2 SMG （M629/649）                |
| ------------ | --------------------------------------- | --------------------------------------- |
| 使用弾薬     | 5.56x45mm（M193）                       | 5.56x45mm（M193）                       |
| 銃身長       | 254mm                                   | 292mm                                   |
| ライフリング | 6条右転                                 | 6条右転                                 |
| 装弾数       | 20発/30発 （STANAG マガジン）           | 20発/30発 （STANAG マガジン）           |
| 全長         | 719mm（銃床短縮時） 826mm（銃床展張時） | 757mm（銃床短縮時） 826mm（銃床展張時） |
| 重量         | 2,360g                                  | 2,430g                                  |
| 発射速度     | 700-900発/分                            | 700-900発/分                            |
| 銃口初速     | 838m/秒                                 | 838m/秒                                 |

## M4カービンとその先駆者
ベトナム戦争終結後、コルト社はCAR-15武器システムというコンセプトを放棄したが、カービン・モデルの開発は継続された。これらのカービンは、アメリカ軍の特殊部隊や法執行機関、海外の顧客で広く使用されたが、1994年にM4 カービンが採用されるまで、米軍に制式採用されなかった。

### M16A1 カービン（モデル65xシリーズ）
1970年代初頭よりコルト社は、M16A1をベースにして14.5インチ銃身を採用したカービン・モデルの開発を開始した。14.5インチ銃身を使用することで、XM177E2（モデル629）のように11.5インチ銃身を使用したモデルよりもやや大型とはなったものの、M16向けの標準的な銃剣を装着できるというメリットがあった。これらは、銃床が固定式か伸縮式か、あるいはボルト・フォワード・アシストが有るか無いかによって、モデル651-654の4種類がある。
なお、モデル651は固定式銃床・ボルト・フォワード・アシスト有り、モデル652は固定式銃床・ボルト・フォワード・アシスト無し、モデル653は伸縮式銃床・ボルト・フォワード・アシスト有り、モデル654は伸縮式銃床・ボルト・フォワード・アシスト無しである。このうち、モデル653はアメリカ軍や法執行機関・イスラエル軍やマレーシア軍などの海外顧客に広く使用された。
現在でもアーマライト社やパンサーアームズ社・ブッシュマスター社・オリンピックアームズ社が自社ブランドで製造・販売している。

### M16A2/3 カービン（モデル7xx/モデル9xxシリーズ）
1980年代初頭、アメリカ軍は歩兵用小銃をM16A1からM16A2に切り替えることを決定した。M16A2は、NATOの各国と標準化した新型の5.56mm弾（5.56mm NATO弾; SS109あるいはM855）に対応し、銃身が太くなったほか、フルオート射撃に代わって3点バースト射撃を導入するなど、変更点は少なくなかった。このことから、それまで使用されていたM16A1ベースのカービンとは別に、M16A2をベースとしたカービン・モデルとして開発されたのがモデル723（フルオート）およびモデル725（3点バースト）である。米軍は、特殊部隊向けにモデル723を少数発注した。また、1983年、カナダの旧ディマコはモデル725をC8 カービンとしてライセンス生産し、M16A2の小改正型（モデル715）であるC7とともにカナダ軍に配備した。また、アラブ首長国連邦は、M16A2の太い銃身にM203 グレネードランチャーを装着できるよう、銃身の一部を細くくびれさせたモデルを発注し、このモデル727は、アラブ首長国連邦の首都からアブダビ・カービンと通称された。
これらを踏まえて、アメリカ軍は1984年より、制式カービンの開発要求を行なっており、モデル720はその候補としてXM4カービンとして選定された。そして、1994年に、小改良を加えられたモデル720はM4カービンとして制式化された。また、キャリングハンドルを着脱式としてレシーバー上にピカティニー・レールを追加したモデルが開発され、モデル920(3点バースト)およびモデル921(フルオート)として生産された。これらは順次、モデル720にかわってM4およびM4A1として納入された。
元デルタフォースであるラリー・ヴィッカーズ氏によれば、個人改造の範囲でキャリングハンドルのリアサイト以外を切り落とし、上部にピカティニー・レールを装着していた隊員もいた模様。。
一方、アメリカ空軍は従来使用してきたGAU-5/A（XM177E1）およびGAU-5A/A（XM177E2）を新型の5.56mm弾（5.56mm NATO弾; SS109あるいはM855）に適合するように改修した。これは、上部レシーバーを交換し、マーキングを変更したもので、GUU-5/Pと称された。
現在、ブッシュマスター社もM16A2/3 カービンの名で製造・販売している他、アメリカのAR-15系統製造メーカーも自社ブランドで製造・販売している。

### コルト M4 コマンドー

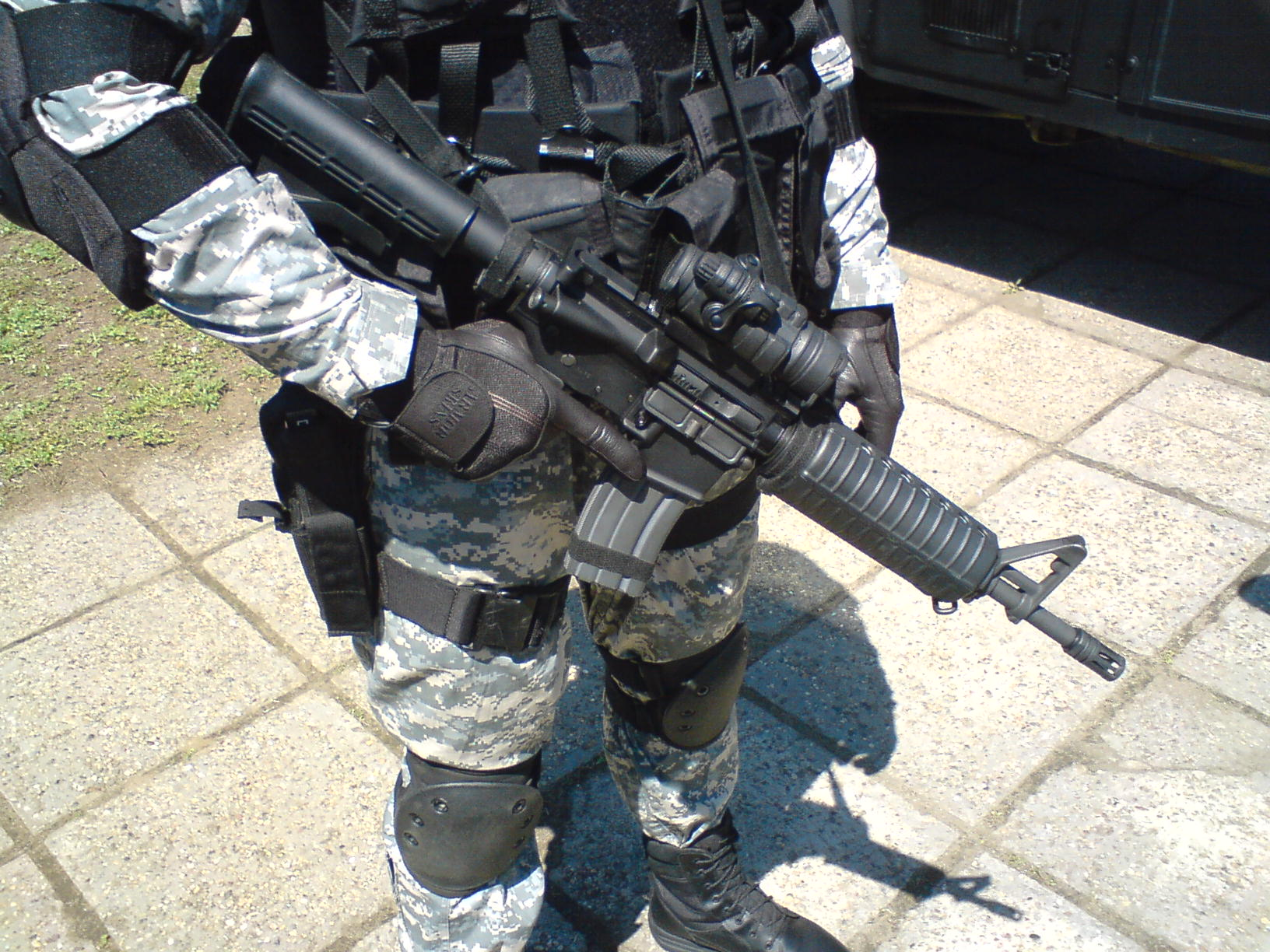
セルビア警察特殊部隊(SAJ)が所有するM4コマンドー(M933)

このように、M203 グレネードランチャーを装着可能とした14.5インチ銃身モデルのカービンに生産の重点が移される一方で、携行性を重視した11.5インチ銃身モデルの設計・生産も継続された。これらは、当初はM16A2 コマンドーとして販売されていたが、現在では、M4カービンの対となるM4 コマンドーとして販売されている。M4 コマンドーには、固定式のキャリング・ハンドルを使用するモデル733と、キャリングハンドルを着脱式としてレシーバー上にピカティニー・レールを追加したモデル933がある。
アメリカ海兵隊武装偵察部隊では、M4 コマンドーをM9拳銃の代替として使用しているほか、陸軍のデルタフォースでも使用されている。また、SEALsでも使用されていたが、近年では10.3インチ銃身を採用した、より小型のMk.18 Mod.0 CQB-R（Close Quarters Battle Receiver）モデルが使用されるようになっている。

### 諸元表
|              | AR-15 スポーター・SP1・カービン         | GUU-5/P                       | M4 コマンドー                           |
| ------------ | --------------------------------------- | ----------------------------- | --------------------------------------- |
| 使用弾薬     | 5.56mm NATO弾                           | 5.56mm NATO弾                 | 5.56mm NATO弾                           |
| 銃身長       | 368mm                                   | N/A                           | 290mm                                   |
| ライフリング | 6条右回転                               | 6条右回転                     | 6条右回転                               |
| 装弾数       | 20発/30発 （STANAG マガジン）           | 20発/30発 （STANAG マガジン） | 20発/30発 （STANAG マガジン）           |
| 全長         | 757mm（銃床短縮時） 838mm（銃床展張時） | N/A                           | 680mm（銃床短縮時） 760mm（銃床展張時） |
| 重量         | 2,540g                                  | N/A                           | 2,440g                                  |
| 発射速度     | 650-750発/分                            | 700-1,000発/分                | 700-1,000発/分                          |
| 銃口初速     | 920m/秒                                 | 796m/秒                       | 796m/秒                                 |

## ギャラリー

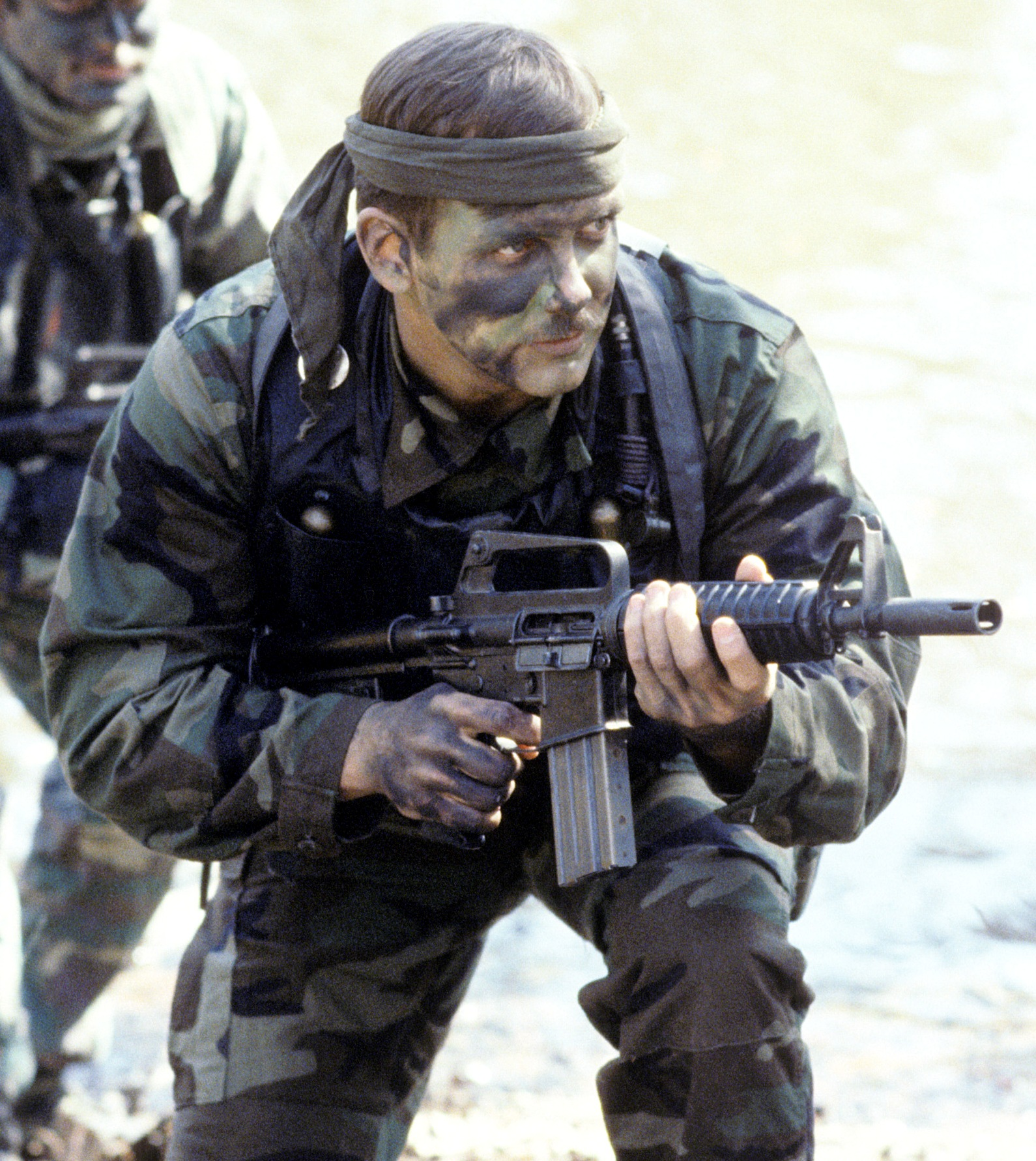
XM177を携行するNavy SEALsの隊員
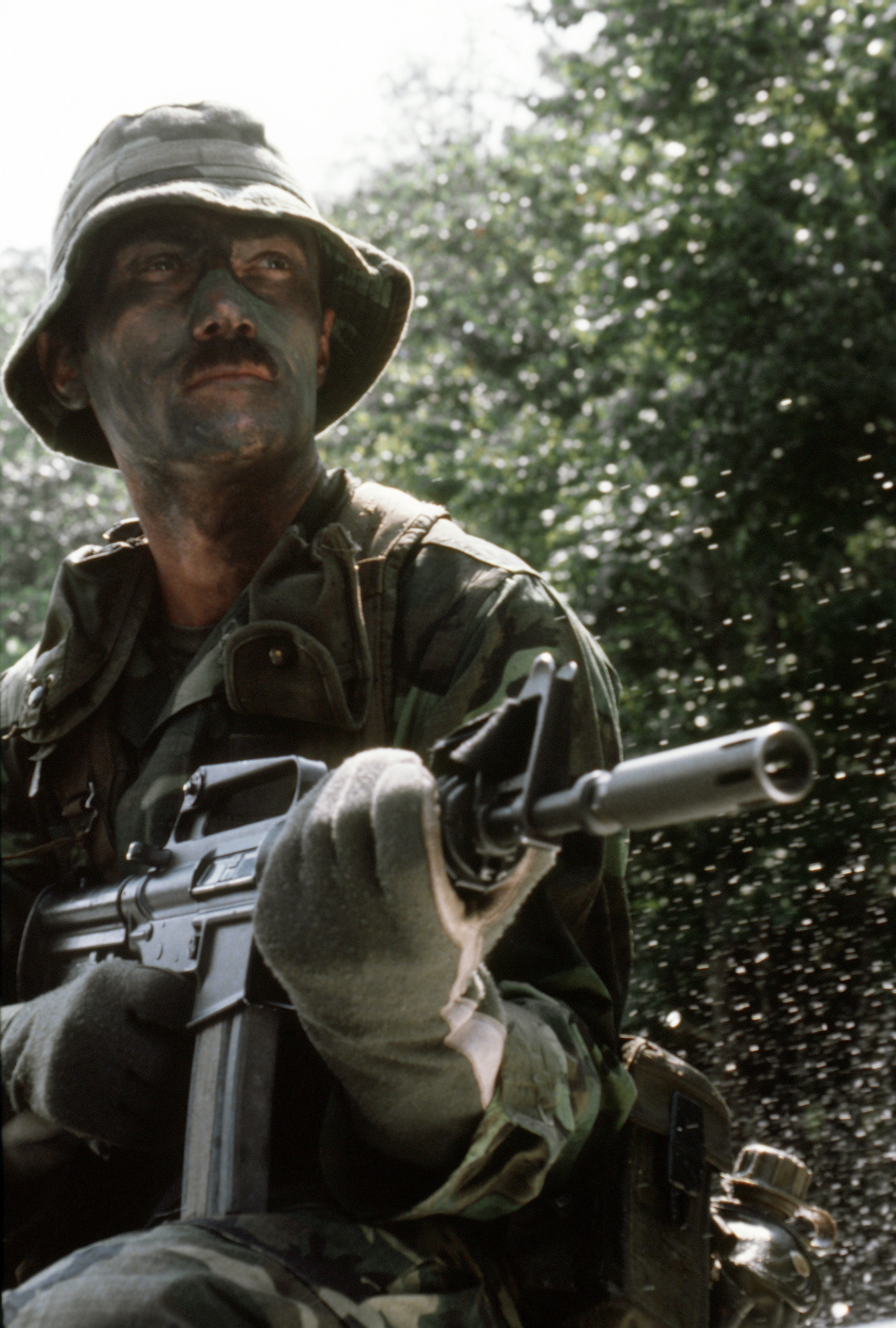
同じく、XM177を携行する米空軍のCCT要員
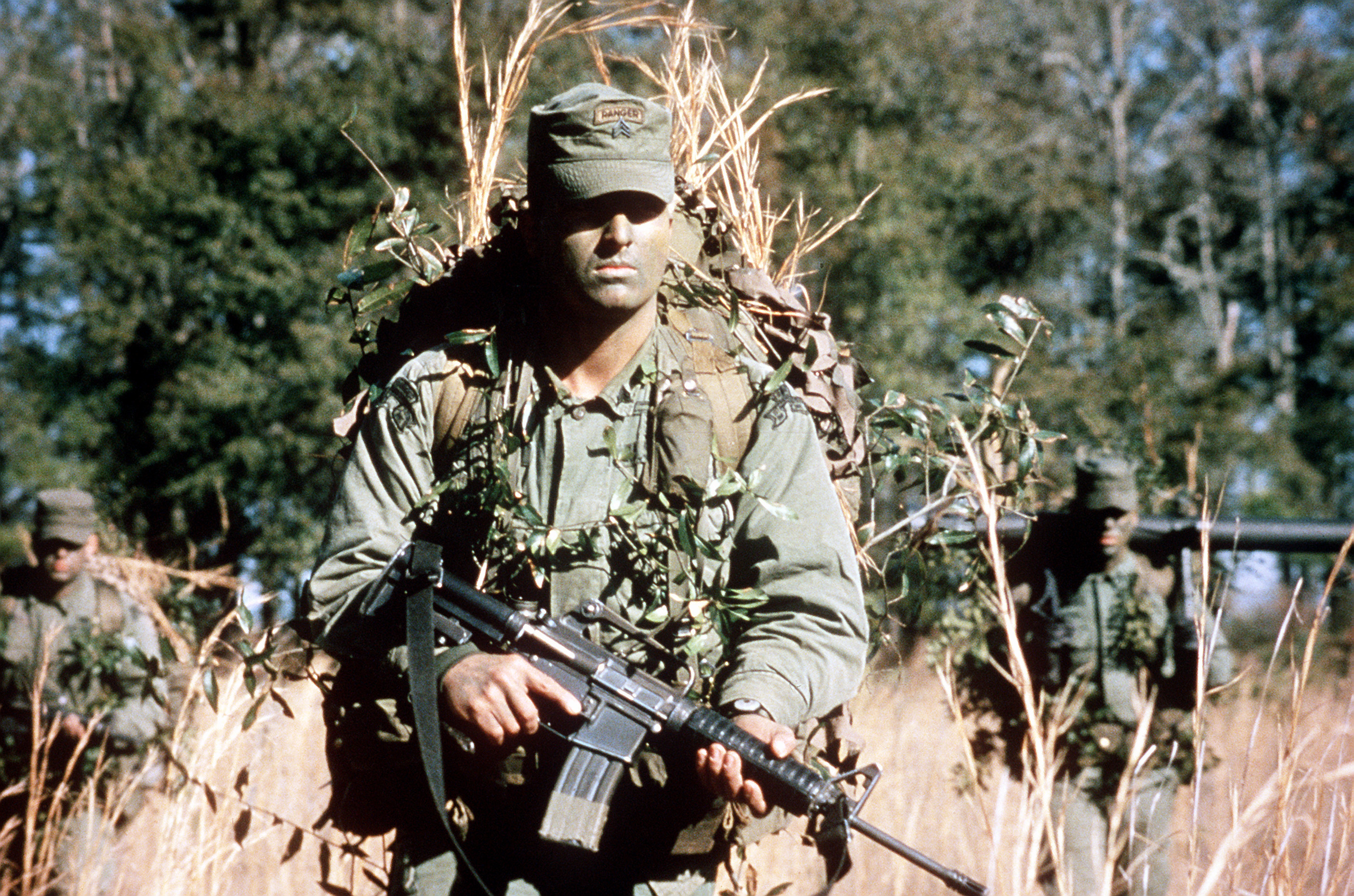
M16A1 カービン（M653）を携える第75レンジャー連隊隊員
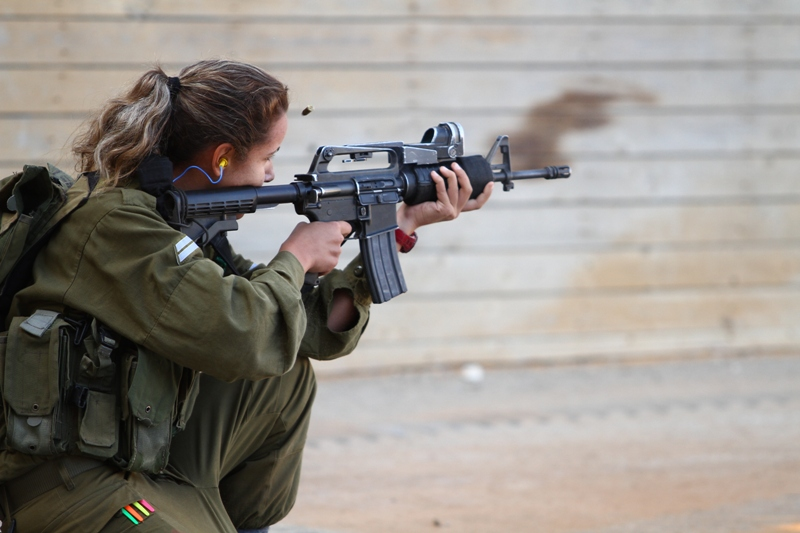
コルト・コマンドーにて射撃訓練を行うイスラエル国防軍の兵士
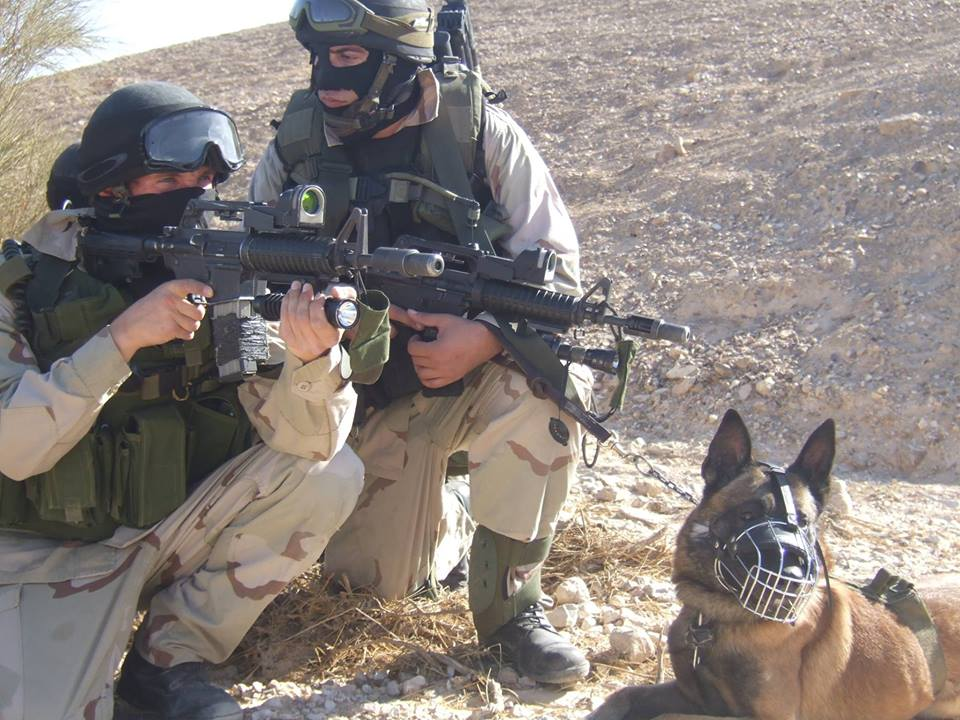
コルト・コマンドーを構えるイスラエル警察特殊部隊の隊員
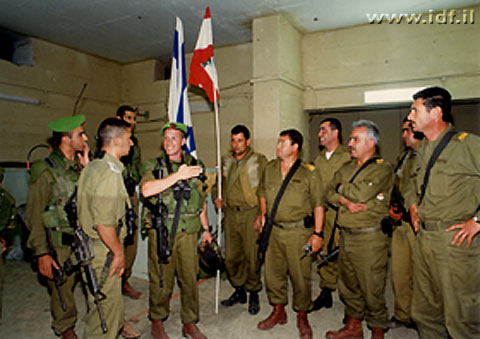
コルト・コマンドーを肩に携行するイスラエル国防軍および南レバノン軍の兵士

## 登場作品

### 映画
『REDリターンズ』
飛行場を警備していたアメリカ軍兵士がM933を所持する。
『コマンドー』
CAR-15をアメリカ陸軍兵士が所持しており、主人公、ジョン・メイトリックス大佐の家を防衛する際に使用する。
『ザ・ロック』
アルカトラズ島を占拠した海兵隊偵察隊の隊員が、銃身下部にフラッシュライトを装着したオリンピックアームズK3B CARを所持。終盤では主人公のグッドスピードとメイソンも海兵隊員から奪った物を使用。
『トゥルーライズ』
アルバート・ギブゾンおよびオメガセクター職員が所持。
『トランスフォーマー』
ウィリアム・レノックス大尉がM933を使用。
『パトリオット・デイ』
ウォータータウン警察のジョーイ巡査が、テロリストとの銃撃戦でパトカーに搭載されたM733を使用。
『ヒート』
冒頭の現金輸送車襲撃の際にニール・マッコーリーがM654を、クリス・シヘリスがM733を使用。銀行強盗後の市街地での銃撃戦でニール・マッコーリーとクリス・シヘリスがA1E1アッパーのM733を使用。劇中で使われたものはマズルフラッシュを派手にする為にハイダーがM16A1の物になっており、フロントサイト下部のバヨネットラグが存在しない。
『ブラックホーク・ダウン』
第75レンジャー連隊隊長のマイク・スティール大尉および、カート・シュミッド一等軍曹がM733を使用するほか、デルタフォース隊員のゲイリー・ゴードン曹長がM68 ドットサイト、フラッシュライト、サプレッサーを装着し、迷彩を施したM733を使用してMH-60L ブラックホークからの狙撃に使用する。
『プラトーン』
小隊長のウォルフ中尉のほか、エリアス軍曹とバーンズ軍曹がM653Pを使用する。ベトナム戦争時にこのモデルはまだ存在しておらず、撮影先のフィリピンで用意された代用品のプロップである。
『プレデター2』
主人公のLAPD刑事、ハリガン警部補がプレデターとの戦闘の際、覆面パトカーのトランクに搭載されていたM203付きのXM177を使用する。 キースの部下も所持している。プロップは民間用のコルト・スポーター1をXM177風にモックアップした物が使われている。
『ワールド・ウォーZ』
イスラエル軍がCAR-15を使用する。

### 漫画・アニメ
『ヨルムンガンド』
原作漫画では上記のブラック・ホーク・ダウンのゴードンが持っていた仕様の物がモデルとなっており、スプレー塗装が施されているが、アニメ版では作画の簡略化の為に省略されている。湾岸戦争時代の回想シーンでレームがサプレッサーとダットサイト付きの、エコーがノーマルのM733を使用。ホウ曹長がサプレッサー付きの、アーキン一等軍曹がダットサイト付きのM733を所持。物語前半でもレームが所持しているが、後半はMASADAに更新されている。

### ゲーム
『Operation Flashpoint: Cold War Crisis』
アメリカ軍陣営で使用可能なカービンライフルとして、XM177E2とXM177Sが登場する。
『Wargame Red Dragon』
NATO陣営のアメリカ軍デッキで使用可能な小銃として登場する。
『コール オブ デューティ ブラックオプス』
「COMMANDO」という名称で登場。モデルはGAU-5だが、劇中の60年代当時には存在しないM4スタイルのフラットトップレシーバーになっており、TROY製の折り畳み式リアサイトが前後逆に装着されている。ただし、当時は個人改造の範囲でキャリングハンドルを切り落としたXM177を使っていた兵士もいた為、完全に矛盾するわけではない。時代考証に合わせる為かピカティニーレールは埋められているが、E3の初期トレイラーではそのままピカティニーレールが備え付けられていた。
『バイオハザード RE:3』
「アサルトライフルCQBR」という名称でU.B.C.S.の制式装備としてM933が登場し、操作キャラではカルロス・オリヴェイラの初期装備として使用可能。当時は存在していないアメリカ海軍のMk18 Mod0を模した構成でナイツアーマメントのレールハンドガードやフォアグリップ、LMTのスタンドアローンA2リアサイトが装備されており、カスタムパーツとして「スコープ（ホログラフィックサイト）」、「タクティカルグリップ」、「デュアルマガジン」が存在する。なお、1998年時点でスタンドアローンリアサイト以外は全て存在している。
『バトルフィールドシリーズ』
『BF ベトナム』
アメリカ海兵隊・グリーンベレー・南ベトナム軍の装備として登場する。アメリカ海兵隊とグリーンベレーのものにはXM148 グレネードランチャーが装着されている。
『BFH』
カービンの部門で「RO933」が、全兵科共通武器の部門で「RO933 .300 BLK」が登場する。

『メタルギアソリッド ピースウォーカー』
「M653」という名称で登場。開発レベルが進めばグレネードランチャーかマスターキーを装備できる。